# Micantulina nigrohumeralis
Micantulina nigrohumeralis är en insektsart som först beskrevs av Anufriev 1969.  Micantulina nigrohumeralis ingår i släktet Micantulina och familjen dvärgstritar. Inga underarter finns listade i Catalogue of Life.